# Cosmic Casino
Cosmic Casino war eine 1999 gegründete Rockband aus München.

## Geschichte
Cosmic Casino wurde 1999 von Markus Schäfer gegründet und hatte schon im Oktober 2001, nachdem im Februar die ersten Demos aufgenommen wurden, ihren ersten großen Auftritt vor den Stereophonics. Am Tag darauf, am 11. Oktober, wurde die Band vom Tourneeveranstalter Target Concerts unter Vertrag genommen. 2002 folgten mehrere Tourneen im Vorprogramm von Bands wie The Hives, Mother Tongue, Sportfreunde Stiller, Slut, Such a Surge und Favez. In den Tourneepausen nahm die Band auf eigene Faust, noch ohne Plattenvertrag, ihre erste EP Boy in a Band T-Shirt auf, welche im November auf Blickpunkt Pop erschien. Kurz darauf verließ Schlagzeuger Rolph die Band, es wurde aber schnell Ersatz in Mesut Gürsoy gefunden. 2003 spielte die Band mit Aereogramme und National Anthems, auch wurden erste Festivals und eigene Headliner-Shows gespielt. Am 24. Januar 2005 erschien das 2004 aufgenommene Album Be Kind & Be Cause. Neben 70 anderen Liveauftritten im Jahre 2005 spielten Cosmic Casino zusammen mit den Sportfreunden Stiller und Monta im September 4 Shows in Amsterdam und London, von denen 3 ausverkauft waren. Am 5. Mai 2006 erschien das zweite Album Ballads for Bastards.
Am 5. September 2007 verließ Sänger Rich Goerlich aus persönlichen Gründen die Band.
Am 6. Februar 2008 gaben die verbliebenen Mitglieder die Auflösung der Band bekannt. Markus Schäfer, Nicolas Sierig und Bennie Benson gründeten die Band Instrument.

## Diskografie

### Alben
- 2005: Be Kind & Be Cause (Stickman Records)
- 2006: Ballads for Bastards (Stickman Records)

### EPs
- 2002: Boy in a Band T-Shirt (Blickpunkt Pop)